# Liste von Burgen, Schlössern und Festungen im Département Paris
Die Liste von Burgen, Schlössern und Festungen im Département Paris listet bestehende und abgegangene Anlagen im Département Paris auf. Das Département zählt zur Region Île-de-France in Frankreich.

Wappen des Départements Paris (75)
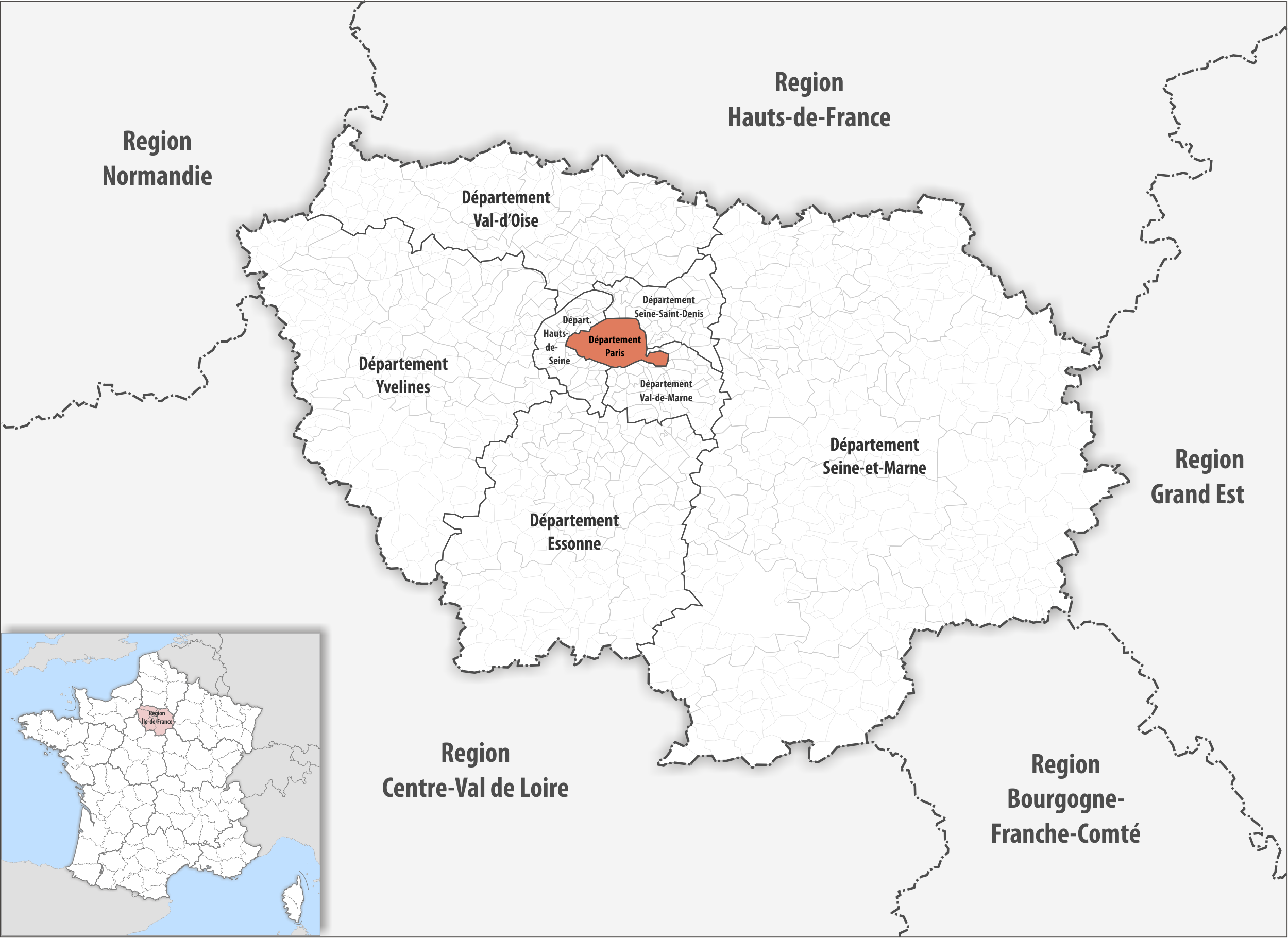
Lage des Départements Paris in der Region Île-de-France
Lage der Region Île-de-France in Frankreich

## Liste
Bestand am 14. November 2021: 25
| Name deu / fra                                                        | Gemeinde / Lage                             | Typ (Untertyp) | Bemerkungen | Bild |
| --------------------------------------------------------------------- | ------------------------------------------- | -------------- | --- | ---- |
| Schloss Bagatelle Château de Bagatelle                                | Paris, 16. Bezirk 48,87179° N, 2,247293° O  | Schloss        | Kleines Schloss im Pariser Stadtwald, umfangreiche Parkanlagen |      |
| Schloss Bagnolet Château de Bagnolet                                  | Paris, 20. Bezirk 48,862° N, 2,406° O       | Schloss        | Fast vollständig abgerissen, übrig ist nur der Pavillon de l'Ermitage |      |
| Bastille                                                              | Paris, 4. Bezirk 48,853382° N, 2,36913° O   | Burg           | Als östliche Stadttorburg von Paris im 14. Jahrhundert errichtet, später Staatsgefängnis, zum Auftakt der Französischen Revolution am 14. Juli 1789 gestürmt und anschließend vollständig abgetragen                                                                         |      |
| Schloss Boulainvilliers Château de Boulainvilliers (Château de Passy) | Paris, 16. Bezirk                           | Schloss        | 1826 abgerissen zur Schaffung des Stadtteils Boulainvilliers |      |
| Schloss Chaillot Château de Chaillot                                  | Paris, 16. Bezirk 48,86087° N, 2,286874° O  | Schloss        | 1794 durch eine Explosion zerstört |      |
| Schloss Charolais Château Charolais                                   | Paris, 9. Bezirk 48,878306° N, 2,347008° O  | Schloss        | 1842 abgerissen |      |
| Conciergerie                                                          | Paris, 1. Bezirk 48,856° N, 2,346° O        | Schloss        | Vom 10. bis 14. Jahrhundert Residenz der französischen Könige, beherbergt heute den Justizpalast |      |
| Élysée-Palast Palais de l'Élysée                                      | Paris, 8. Bezirk 48,870278° N, 2,316389° O  | Schloss        | Anfang des 18. Jahrhunderts errichtet, ab 1873 Amtssitz des französischen Staatspräsidenten. |      |
| Grand Châtelet                                                        | Paris, 1. Bezirk 48,857382° N, 2,347223° O  | Burg           | Sicherte im Mittelalter einen Übergang der Seine nach Paris, später Gefängnis, 1802 abgerissen, heute Place du Châtelet. |      |
| Schloss Grenelle Château de Grenelle                                  | Paris, 15. Bezirk 48,851185° N, 2,295789° O | Schloss        | 1794 durch eine Explosion zerstört. |      |
| Burg Le Louvre Château du Louvre                                      | Paris, 1. Bezirk 48,860247° N, 2,338002° O  | Burg           | Mittelalterliche Burg, 1202 vollendet, sicherte die westlichen Stadttore bis zu ihrer Einschließung in die Stadtmauer Karls V., der sie ab 1358 als königlichen Wohnsitz nutzte. Im 16. Jahrhundert nach und nach abgerissen, um Platz für den Palais du Louvre zu schaffen. |      |
| Palais du Louvre                                                      | Paris, 1. Bezirk 48,860652° N, 2,337363° O  | Schloss        | Frühere Residenz der französischen Könige, bildete zusammen mit dem 1871 niedergebrannten Palais des Tuileries das Pariser Stadtschloss, beherbergt heute das nach ihm benannte Musée du Louvre.                                                                             |      |
| Palais du Luxembourg                                                  | Paris, 6. Bezirk 48,848041° N, 2,337274° O  | Schloss        | Anfang des 17. Jahrhunderts mit umfangreicher Parklandschaft errichtet, diente zunächst als königlicher Wohnsitz und ist seit 1800 Sitz des französischen Senats |      |
| Schloss Madrid Château de Madrid                                      | Paris, 16. Bezirk 48,874171° N, 2,255116° O | Schloss        | Während der Französischen Revolution abgerissen |      |
| Schloss Le Maine Château du Maine                                     | Paris, 14. Bezirk 48,834° N, 2,321° O       | Schloss        | 1898 abgerissen |      |
| Schloss Ménilmontant Château de Ménilmontant                          | Paris, 19. Bezirk 48,87073° N, 2,40076° O   | Schloss        | Ende des 19. Jahrhunderts zerstört |      |
| Schloss La Muette Château de la Muette                                | Paris, 16. Bezirk 48,861° N, 2,269° O       | Schloss        | Heute Sitz der OECD. Ein Vorgängerschloss befand sich 200 m südöstlich, in dessen Garten am 21. November 1783 die erste bemannte Ballonfahrt stattfand. |      |
| Schloss Les Porcherons Château des Porcherons                         | Paris, 9. Bezirk 48,875425° N, 2,330111° O  | Schloss        | 1854 abgerissen |      |
| Schloss Reuilly Château de Reuilly                                    | Paris, 12. Bezirk                           | Schloss        | Abgegangen |      |
| Schloss Rouge Château Rouge                                           | Paris, 18. Bezirk 48,887361° N, 2,349514° O | Schloss        | 1889 abgerissen |      |
| Palais Royal Palais-Royal                                             | Paris, 1. Bezirk 48,863615° N, 2,337074° O  | Schloss        | 1627 bis 1629 für Kardinal Richelieu gebaut, ging nach dessen Tod 1642 in den Besitz der Krone über, heute Sitz mehrerer Staatsorgane |      |
| Templerburg Paris Prieuré hospitalier du Temple (Maison du Temple)    | Paris, 3. Bezirk 48,864472° N, 2,360778° O  | Burg           | Zentrale Burg des Templerordens im Hochmittelalter, 1808–11 abgerissen, nur das Palais blieb stehen |      |
| Schloss La Tournelle Château de la Tournelle                          | Paris, 5. Bezirk 48,849883° N, 2,354889° O  | Schloss        | 1792 abgerissen |      |
| Schloss La Tuilerie Château de la Tuilerie                            | Paris, 16. Bezirk 48,85331° N, 2,270961° O  | Schloss        | 1927 für die Schaffung des Bezirks abgerissen, lag um den Place Rodin |      |
| Palais des Tuileries                                                  | Paris, 1. Bezirk 48,864173° N, 2,325303° O  | Schloss        | 1564 erbaut, Residenz der meisten französischen Könige und Kaiser, 1871 niedergebrannt und 1883 abgebrochen, seit 2003 setzt sich ein Komitee für die Rekonstruktion ein |      |